# Lista de religiosos brasileiros perseguidos pela ditadura militar
Essa lista contém pessoas ligadas a denominações religiosas que sofreram alguma violência ou restrição arbitrária de direitos durante a ditadura militar, instaurada pelo Golpe Militar de 1964, praticada por agentes ou apoiadores da ditadura.
1. O padre Antônio Henrique Pereira da Silva Neto, auxiliar direto do arcebispo Dom Hélder Câmara, sequestrado, torturado e morto em Recife, na madrugada de 27 de maio de 1969;[1]
2. Gastone Lúcia de Carvalho Beltrão, ex-integrante da Juventude Estudantil Católica (JEC) e da Juventude Universitária Católica (JUC) (até 1969), depois passou a integrar a Aliança Libertadora Nacional (ALN), assassinada no dia 22 de janeiro de 1972, por arma de fogo, nas dependências do DOI-CODI, onde fora submetida à tortura comandada pelo delegado Sérgio Paranhos Fleury;
3. Maria Regina Lobo Leite de Figueiredo, ex-integrante da JEC e da JUC, educadora do Movimento de Educação de Base (MEB), com ação educativa no Maranhão e em Recife, onde teve contato com a Ação Popular (AP). Casou-se com Raimundo Gonçalves Figueiredo, liderança da AP. Trabalharam juntos na Funai, em um projeto de educação com índios Paraná. Após a morte de Raimundo, retornou ao Rio de Janeiro, onde foi assassinada, no dia 29 de março de 1972 (ver: Chacina de Quintino), no Batalhão do Exército, na Barão de Mesquita, após ter sido alvejada na perna e torturada;
4. Antônio Marcos Pinto de Oliveira, ex-seminarista, morto na Chacina de Quintino, no dia 29 de março de 1972;
5. Honestino Guimarães, líder estudantil, que fora integrante da JEC e da JUC, assassinado no 10 de outubro de 1973, após prisão e torturas nas dependências do Centro de Informações da Marinha (CENIMAR) , na Ilha das Flores. Até hoje, seu corpo está desaparecido;
6. Santo Dias, líder da Pastoral Operária, foi morto durante manifestação de operários em greve, no dia 30 de outubro de 1979;
7. O padre salesiano Rodolfo Lunkenbein foi assassinado no 15 de julho de 1976, na aldeia Meruri (entre Barra do Garças e General Carneiro – Mato Grosso), do povo Bororo;[2][3][4]
8. Padre João Bosco Penido Burnier, que morreu no dia 12 de outubro de 1976, em Ribeirão Cascalheira (Mato Grosso), em decorrência de um tiro disparado por um policial no dia anterior, por ter defendido mulheres camponesas que estavam sob tortura, na delegacia policial daquela cidade;
9. Raimundo Ferreira Lima, agente da Comissão Pastoral da Terra, foi assassinado, em 29 de maio de 1980, em Conceição do Araguaia (Pará);
10. A Irmã Adelaide Molinari, da Congregação das Filhas do Amor Divino, ligada à Comissão Pastoral da Terra, nascida em Garibaldi (Rio Grande do Sul) em 02/02/1938, que estava na região desde 1983, foi assassinada em 14 de abril de 1985, em Eldorado dos Carajás (Pará).[5]
11. A Irmã Cleusa Rody Coelho, da Ordem dos Agostinianos Recoletos, que realizava trabalhos junto índios Apurinãs, foi assassinada, às margens do Rio Paciá, Prelazia de Lábrea, no dia 28 de abril de 1985;[6]
12. O missionário comboniano Ezequiel Ramin, foi assassinado, no dia 24 de julho de 1985, em represália ao trabalho que realizava com camponeses e indígenas em Rondônia;[7][8]
13. O jesuíta Vicente Cañas, que trabalhava com o povo Enauenê-Nauê, foi assassinado em 6 de abril de 1987;[9]
14. Detenção de Dom Aloísio Lorscheider, então bispo da Diocese de Santo Ângelo (Rio Grande do Sul) e secretário-geral da Conferência Nacional dos Bispos do Brasil (CNBB), em 1970, no Rio de Janeiro, quando militares do Exército invadiram o Instituto Brasileiro de Desenvolvimento Social (Ibrades), um Centro de Estudos dos Jesuítas, onde se realizava um encontro da Juventude Operária Católica (JOC). Na operação, também foram detidos, entre outros, os padres Agostinho Pretto e Mario Pringol (missionário da ordem Salentina);
15. Detenção de Dom Pedro Casaldáliga, bispo da Prelazia de São Félix do Araguaia, juntamente com dez padres, em 1973;
16. Detenção de detenções de Dom Alano Pena, então bispo da Prelazia de Marabá, e de Dom Estevão Avelar, então bispo de Conceição do Araguaia, em 1976. As prisões foram em represália à defesa dos direitos humanos de posseiros da região, Dom Estevão chegou a denunciar o uso de napalm em ataques, que afetou a vida dos camponeses e ribeirinhos da região. Em incidente relacionado, os padres Florentino Maboni e Hilário Costa, foram presos em 24 de outubro de 1976, e sofreram torturas. Hilário foi libertado em 8 de novembro de 1976, porém Maboni foi enquadrado na Lei de Segurança Nacional e foi transferido, no dia 12 de novembro, para uma prisão em Belém do Pará, onde ficou 27 dias incomunicável;
17. Detenção de Dom Waldir Calheiros, então do bispo da Diocese de Volta Redonda (RJ), em novembro de 1967, como consequência da prisão de quatro agentes de pastoral que distribuíam panfletos sobre a carestia;[10]
18. Sequestro, em 22 de setembro de 1976, de Dom Adriano Hipólito, bispo da bispo da Diocese de Nova Iguaçu (RJ), por um grupo de militares de extrema direita. Dom Adriano foi deixado, no mesmo dia, abandonado, nu, amarrado e pintado de vermelho com mercúrio cromo no bairro de Jacarepaguá (Rio de Janeiro);[11]
19. No dia 14 de maio de 1964, o padre Francisco Lage, assessor da Juventude Estudantil Católica (JEC), em Belo Horizonte, foi preso em Brasília e depois disso torturado, após isso foi banido e teve de se exilar no México;[12][13][14]
20. No dia 22 de agosto de 1968, o padre Michel Le Ven, foi preso em Belo Horizonte, juntamente com o diácono José Geraldo da Cruz, foi libertado no dia 6 de fevereiro de 1969, em 1971 foi objeto de um processo de expulsão;[15][16][17][18]
21. Entre novembro e dezembro de 1969, houve a prisão, seguida de torturas, de diversos dominicanos, dentre eles: Frei Betto, Fernando de  Brito, Ivo Lesbaupin, Roberto Romano,[19][20] Frei Tito (que foi sofreu severas torturas, que lhe causaram graves traumas psicológicos, que o levaram ao suicídio em 1974) e João Valença. O incidente também resultou na expulsão do padre Giorgio Callegari. O caso deu origem ao livro Batismo de Sangue (1983), escrito por Frei Betto, que deu origem ao filme homônimo de 2007;[21][22][23]
22. No dia 27 de janeiro de 1970, prisão, seguida de torturas, do padre Giulio Vicini, auxiliares de Dom Paulo Evaristo Arns, na Arquidiocese de São Paulo;
23. Pedro Wilson Guimarães, então presidente da Comissão de Justiça e Paz, da Diocese de Goiânia, foi preso duas vezes em 1971, a primeira em um quartel em Goiânia, a segunda no DOI-CODI em São Paulo. A segunda prisão foi seguida de torturas;
24. Em meados de outubro de 1969, a irmã Maurina Borges da Silveira, da Congregação das Irmãs Franciscanas da Imaculada Conceição, que dirigia um orfanato em Ribeirão Preto (São Paulo). Após a prisão foi vítima de torturas.[24]
25. O padre Almery Bezerra de Melo, que, em 1964, era supervisor da JUC no Recife, sob ameaças teve que se exilar, sendo um dos primeiros nordestinos a chegar na França como exilado;[25]
26. No dia 5 de novembro de 1967, o Exército prendeu em Volta Redonda (Rio de Janeiro), o diácono francês Guy Thibault, acusado da distribuição de panfletos que falavam da situação operária e analisavam a política salarial do Governo. Sua expulsão foi decretada no dia 7 de dezembro daquele ano;[26]
27. O padre operário francês Pierre Wauthier foi preso, em 1968, por causa da greve na Cobrasma, em Osasco (São Paulo), e deportado em 1969;[27]
28. O padre belga Jan Honoré Talpe, preso no dia 19 de fevereiro de 1969, em Osasco, e, depois de seis meses na prisão, foi expulso do país, no dia 8 de agosto de 1969;[28][29][30][31][32]
29. O padre italiano José Pedandola, preso no dia 6 de outubro de 1971, paroquial de Tauá, Diocese de Crateús, e expulso no dia 13 daquele mês;[33][34]
30. O padre belga José Comblin, expulso no dia 24 de março de 1972;[35]
31. O padre italiano Vito Miracapillo, que atuava em Ribeirão (Pernambuco), foi expulso em 30 de outubro de 1980, pois em setembro daquele ano, se recusou a celebrar missas em comemoração ao dia da Independência (07 de setembro), pois acreditava que não havia independência para um “povo reduzido a condição de pedinte e desamparado em seus direitos”;[36][37]
32. Os padres franceses Aristides Camio e François Gouriou, da Congregação "Missions Etrageres de Paris", que atuavam em São Geraldo do Araguaia (Pará), foram presos em agosto 18 de agosto de 1981 e somente foram libertados em dezembro de 1983;[38][39][39][40]
33. Em 1964, o pastor metodista Dorival Rodrigues Beulke, que atuava no Recife, foi preso por crime contra a segurança nacional;[41]
34. Em 29 de dezembro de 1965, o missionário metodista norte americano Brady Tyson foi informado que deveria sair do país imediatamente, mas conseguiu um tempo para organizar sua saída que ocorreu em março de 1966. Ele tinha chegado ao Brasil em 1962 e foi capelão metodista da Comunidade Universitária em São Paulo, fato que o levou a se envolver com a União Cristã de Estudantes do Brasil (UCEB), além disso lecionou na Escola de Sociologia e Política em São Paulo. Em 1965, o Diretório Acadêmico da Escola de Filosofia, Ciências Sociais e Literatura de São José do Rio Preto (São Paulo) o convidou para fazer uma conferência sobre a situação política na América Latina, com especial foco na invasão da República Dominicana pelos Estados Unidos e as relações de Washington com Cuba. Embora Tyson criticasse certos aspectos da política externa norte-americana, na mesma linha adotada pela ala liberal do Partido Democrata, assim como faziam os latino-americanistas que haviam assinado a declaração publicada no The New York Times sobre a referida invasão. Além disso, não hesitou em identificar-se como esquerdista que acreditava em ação direta não violenta, devido ao seu envolvimento com a organização pacifista Fellowship of Reconciliation [Confraria da Reconciliação] e de seu apoio ao movimento pelos direitos civis, liderado por Martin Luther King Jr. De volta aos Estados Unidos, ajudou a denunciar as torturas que ocorriam no Brasil em campanhas contra o apoio político, econômico e militar do Governo dos Estados Unidos à ditadura militar brasileira;
35. Derly José de Carvalho nasceu no dia 16 de dezembro de 1939 em Muriaé (Minas Gerais), onde foi líder da juventude metodista. Em dezembro de 1959, migrou para São Paulo, onde, a partir de 1961, passou a participar do movimento sindical e se integrou ao Partido Comunista Brasileiro (PCB). Em 1964, foi eleito para a direção do Sindicato dos Metalúrgicos de São Bernardo do Campo. Em setembro de 1964, passou a integrar o Partido Comunista do Brasil (PC do B). Em 1968, se afastou do PC do B, por não querer integrar a Guerrilha do Araguaia e passou a integrar a Ala Vermelha. Em maio de 1969 foi preso, quando sofreu tortura. Após dois anos na prisão, foi trocado pelo embaixador da Suíça Giovanni Enrico Bucher, sequestrado pela Vanguarda Popular Revolucionária (VPR) e deportado para o Chile, em 13 de janeiro de 1971. Permaneceu no exílio até 1980, quando retornou ao Brasil.[42][43][44] Dois dos irmãos de Derly: Daniel e Joel José de Carvalho, que também pertenceram à Igreja Metodista, foram presos em 1969 e banidos do Brasil em janeiro de 1971. Teriam tentado retornar ao país em 11 de julho de 1974, quando teriam sido executados. Estão na lista de desaparecidos. Também era irmão de Devanir José de Carvalho, que, a partir de 1969, integrou o Movimento Revolucionário Tiradentes (MRT) e morreu em abril de 1971, vítima de torturas pela equipe do delegado Fleury. Outro irmão Jairo José de Carvalho, exilou-se na Europa e não voltou a viver no Brasil[45];
36. Renato Godinho Navarro, jovem metodista que participava ativamente da juventude metodista em Minas Gerais, tendo sido, inclusive, vice presidente da Federação de Jovens da 4ª Região Eclesiástica e redator do jornal "Mocidade em Foco". Sua primeira prisão foi no DEOPS em Belo Horizonte (Minas Gerais) e, em maio de 1971, em Santo Amaro da Purificação (Bahia), quando vivia na clandestinidade, ocasião na qual, após a prisão, foi levado para o quartel do Exército no Forte Barbalho Salvador (Bahia), onde foi torturado. Foi condenado a três anos e seis meses de prisão;
37. Anivaldo Padilha atuava no movimento de juventude da Igreja Metodista e ecumênico na década de 1960. Foi diretor do Departamento de Mocidade da Junta Geral de Educação Cristã da Igreja Metodista, redator da revista da juventude metodista “Cruz de Malta” e secretário-executivo da União Brasileira de Juventude Ecumênica (Ubraje), e secretário regional para o Brasil da União Latino-Americana de Juventude Evangélica (ULAJE). Era estudante de Ciências Sociais da Universidade de São Paulo (USP), tinha ligações com a Ação Popular (AP). No dia 28 de fevereiro de 1970, foi preso pela Operação Bandeirantes (Oban), em decorrência de sua participação na edição do jornal Unidade III da Federação dos Jovens Metodistas de São Paulo. Naquele dia, também foram presos os irmãos Fernando e Celso Cardoso da Silva (ex-presidente da Federação Metodista de Jovens), também da Igreja metodista. Outros metodistas ligados à Ação Popular, como: Domingos Alves de Lima e Clara Amélia Evangelista, conseguiram escapar quando agentes da Oban invadiram uma reunião de jovens na Igreja Metodista. Domingos e Clara conseguiram refugiar-se no Chile. Também está relacionada a essas prisões, a prisão de Eliana Rolemberg, que ajudava Anivaldo em um projeto de pesquisa. Os presos foram vítimas de torturas, durante vários dias, e foram acusados de "infiltração subversiva na Igreja Metodista", mas o Ministério Público não deu prosseguimento à denúncia e os presos foram libertados. Depois disso, Anivaldo permaneceu por 13 anos no exílio, circunstância na qual contou com apoio do Conselho Mundial de Igrejas;
38. Ana Maria Ramos Estevão, nasceu em Maceió (Alagoas) em 12 de setembro de 1948. Em 1953, mudou para São Paulo, juntamente com sua família, onde passaram a frequentar a Igreja Metodista. Em 1966, ingressou no Instituto Metodista da Chácara Flora a fim de tornar-se missionária. Em 1969, após ingressar no curso de Serviço Social, aproximou-se da Ação Libertadora Nacional (ALN). Em decorrência de sua militância foi presa três vezes: em junho de 1970, em junho de 1972 e em agosto de 1973. Na primeira prisão, foi torturada por 15 dias. No total, ficou presa por um total de total de nove meses, pois após julgamento, foi absolvida. Anos depois, tornou-se professora da Universidade Estadual Paulista (Unesp) e da Universidade Federal de São Paulo (Unifesp) da Baixada Santista, além de integrante da Associação Nacional dos Docentes das Instituições de Ensino Superior (ANDES);[46][47]
39. Idinaura Aparecida Marques, jovem da Igreja Metodista, que posteriormente ligou-se à ALN, foi presa em 12 de julho de 1970 pela Oban. Em 1971, foi condenada a seis meses de prisão;
40. Claudius Ceccon, jovem metodista, arquiteto e cartunista que participava do Centro Ecumênico de Informação, foi preso em novembro de 1970 juntamente com toda a equipe de redação do jornal "O Pasquim", onde trabalhava como cartunista. O grupo ficou preso até fevereiro de 1971, momento em que foi para o exílio em Genebra (Suíça), passando a atuar no Conselho Mundial de Igrejas, na área de educação popular, junto com Paulo Freire;
41. Waldo César, que foi Presidente da Confederação da Mocidade Presbiteriana, integrante da União Cristã dos Estudantes do Brasil, secretário do Setor de Responsabilidade Social da Confederação Evangélica do Brasil (CEB) até a sua extinção em decorrência do golpe militar de 1964. Após essa extinção, ajudou a fundar o Centro Evangélico de Informação (CEI). No final de fevereiro de 1967, foi preso por agentes Departamento de Ordem Política e Social (DOPS), ficou incomunicável por quase uma semana, mas não foi torturado fisicamente e foi liberado. Em dezembro de 1968, logo após a publicação do Ato Institucional n.º 5, se escondeu, juntamente com Lysâneas Maciel e Luiz Eduardo Wanderley, em um sítio em Resende e, desse modo, conseguiu escapar de uma nova tentativa de prisão. Ficou nesse local por cerca de três meses;[48];
42. Eber Fernandes Ferrer, na época pastor da Igreja Presbiteriana do Brasil e líder do movimento ecumênico foi preso em 1968. Em 1970, quando era Secretário Geral da União Latino-Americana de Juventude Evangélica (ULAJE), após a prisão do Anivaldo Padilha, líder da União Brasileira de Juventude Evangélica (Ubraje), decidiu fugir do Brasil;[49]
43. Leonildo Silveira Campos, seminarista da Igreja Presbiteriana Independente, em 1969, ficou preso por 15 dias nas dependências da Oban e no DOPS, em São Paulo, onde foi torturado. Depois, foi libertado por falta de provas. Em decorrência da prisão, perdeu o emprego;
44. Zwinglio Mota Dias, pastor da Igreja Presbiteriana do Brasil e integrante do movimento ecumênico, foi preso no DOI-CODI no Rio de Janeiro em 1º de julho de 1970, onde sofreu tortura psicológica para denunciar o irmão Ivan Mota Dias. Depois exilou-se no Uruguai;
45. Zenaide Machado de Oliveira, jovem da Igreja Presbiteriana Independente, estudante de Ciências Sociais, ligada à União Cristã dos Estudantes do Brasil (UCEB). Em 1964, passou a militar no Partido Comunista Brasileiro. Em 1969, teve a prisão decretada e passou a viver na clandestinidade, com apoio de presbiterianos que a ajudaram a se esconder da repressão. Em 1971, foi capturada e levada para o quartel da Polícia do Exército na Rua Barão de Mesquita (Rio de Janeiro). Ficou incomunicável por 60 dias e foi torturada. Em 1974, foi libertada. tendo ficado presa por três anos e 33 dias. Posteriormente graduou-se em Ciências Sociais pela Universidade de Campinas (Unicamp) e concluiu um mestrado em Economia, também na Unicamp. .[50] [51].
46. Ivan Mota Dias. Irmão do pastor Zwinglio Mota Dias, era membro da Igreja Presbiteriana do Brasil. Cursou História na Universidade Federal Fluminense (UFF) e militou no movimento estudantil. Terminaria sua graduação em dezembro de 1968, mas dois meses antes foi preso no 30º Congresso da União Nacional dos Estudantes (UNE), em Ibiúna (São Paulo). Recebeu habeas corpus, mas depois foi condenado a oito anos de prisão e teve a prisão preventiva decretada. Por isso, passou a viver na clandestinidade, nessa época havia aderido à Vanguarda Popular Revolucionária (VPR). No dia 15 de maio de 1971, foi preso novamente, depois disso desapareceu;
47. Paulo Stuart Wright, presbiteriano, ex-líder da União Cristã dos Estudantes do Brasil. Teve seu mandato de deputado estadual cassado após o Golpe Militar de 1964 e desapareceu após a prisão em setembro de 1973;
48. Frederick Birten Morris chegou ao Brasil em 12 de janeiro de 1964, como pastor missionário da Igreja Metodista, acompanhado de esposa e filha. Por quatro anos atuou no estado do Rio de Janeiro, em cidades como: Teresópolis, Petrópolis e na capital. Em 1968, regressou aos Estados Unidos para estudos e retornou ao Brasil dois anos depois, para atuar nas cidades de Recife e Olinda a fim de organizar e dirigir o Centro Comunitário Metodista, no bairro de Caixa d’Água, em Olinda, e colaborar com o arcebispo católico Dom Hélder Câmara em atividades ecumênicas. Em 1972, foi contratado, pela Universidade Federal de Pernambuco (UFPE) para dar aulas no programa de mestrado sobre Urbanização no Brasil. Em 1973, em decorrência de um processo de divórcio, decidiu licenciar-se do pastorado em 1973. Nesse período, dentre outras atividades, atuou como correspondente da Revista Time e da agência de notícias Associated Press, além de colaborar com centro comunitário em Olinda e com atividades ecumênicas. No dia 30 de setembro de 1974, foi preso e levado à sede do 4º Exército no centro do Recife, onde foi torturado. As torturas continuaram até a visita do cônsul norte americano, no dia 3 de outubro de 1974. Ficou peso até o dia 16 de outubro, quando foi expulso do país[52] [53] [54];
49. Em agosto de 1960, Jovelino Ramos, participou de uma Conferência em Estrasburgo, organizada pela Federação Mundial de Estudantes Cristãos, com apoio do Conselho Mundial de Igrejas (CMI), onde ouviu líderes do movimento ecumênico, como: Karl Barth, D. T. Niles, Visser ‘t Hooft, entre outros. Depois disso, iniciou um curso na Yale Divinity School, em New Haven (Connecticut - Estados Unidos). Estudos financiados por intermédio da União Cristã de Estudantes do Brasil (UCEB). Voltou em um navio cargueiro que fez várias paradas no sul dos Estados Unidos e no Caribe, chegando ao Rio de Janeiro em outubro de 1962. Em 1968, após um interrogatório policial, preferiu exilar-se nos Estados Unidos, onde atuou em movimentos pelos direitos civis em Nova Iorque. Depois matriculou-se em um mestrado em História e Literatura da América Latina na Universidade de Columbia. Sua esposa ajudou na primeira tradução de "A Pedagogia do Oprimido", obra de Paulo Freire, para o inglês. No outono de 1969, encontrou-se com Rubem César Fernandes, companheiro dos tempos da UCEB, em Nova Iorque. Os dois organizaram um encontro com cerca de 20 exilados brasileiros no Seminário Teológico de Princeton. Posteriormente, ajudou na elaboração de um dossiê com base no material trazido por Jether Ramalho e Domício de Mattos. Também ajudou a fundar a "Third World Peoples Coalition" (Coligação de Pessoas do Terceiro Mundo) e participou do "Committee Against Repression in Brazil"  (Comitê Contra a Repressão no Brasil), liderado por Marcos Arruda e Anivaldo Padilha. Em 1972, participava de uma assembleia do Conselho Nacional de Igrejas, onde foi convidado a colaborar na constituição de uma comissão que representasse os interesses das minorias raciais no referido Conselho, dese modo foi criada a Comissão de Justiça e Libertação, da qual foi o primeiro diretor. Depois disso, trabalhou no Conselho Presbiteriano de Igreja e Raça (COCAR), nos Estados Unidos, até 1999[55].
50. Noracy Ruiz de Souza, quando adolescente, frequentou alguns cursos ministrados por Richard Shaull no Seminário Presbiteriano em Campinas (São Paulo). Depois foi morar no Rio de Janeiro, onde trabalhou no escritório da Associação Cristã Acadêmica (ACA). Depois, no final da década de 1950, foi ser professora primária em uma missão presbiteriana, dirigida pelo pastor Jaime Wright na cidade de Wagner (Bahia). Na época do Golpe Militar de 1964, estava concluindo a Faculdade de Ciências Sociais na Universidade Federal de Minas Gerais (UFMG), era educadora sanitária do Ministério da Saúde e trabalhava em projetos comunitários em Belo Horizonte (Minas Gerais), juntamente com o Padre Francisco Lage e participava do Centro Popular de Cultura, ligado à União Estadual dos Estudantes de Minas Gerais. Depois do golpe, passou a viver na clandestinidade e foi presa em 1965, depois a prisão foi convertida em prisão domiciliar. Desse modo, conseguiu fugir do país e se estudar nos Estados Unidos, onde conseguiu se manter por meio de uma bolsa concedida pela Fundação Ford. Em 1967, retornou ao Brasil, com o mestrado concluído e começou a dar aulas na UFMG. Em 1969, foi convidada para ser vice-diretora de pesquisa da Fundação Getúlio Vargas (FGV), no Rio de Janeiro. Depois, iniciou um doutorado na Universidade de São Paulo (USP), além de participar do grupo de Teatro Galpão, até que, no início de 1971, partiu novamente para o exílio, devido à prisão de Antônio Joaquim Machado, militante da Vanguarda Popular Revolucionária (VPR), com quem tinha proximidade, circunstância que poderia resultar na sua prisão. Nesse segundo exílio, ficou os primeiros meses na Argentina e depois foi para os Estados Unidos, para prosseguir com os estudos financiados pela Fundação Ford. Durante a viagem, teve que descer no Peru, pois estava com pneumonia, e somente pode prosseguir viagem após semanas de recuperação[56];
51. Em 1962, Roberto Chagas era uma das lideranças da mocidade da Igreja Presbiteriana de Inhaúma (bairro do Rio de Janeiro). Depois que ingressou na Faculdade de Engenharia, juntou-se à Ação Popular. Posteriormente, ingressaria no Movimento Revolucionário 8 de Outubro (MR-8) e na Vanguarda Popular Revolucionária (VPR). Em 1966, foi preso, por ocasião do 28º Congresso da União Nacional dos Estudantes (UNE), em Belo Horizonte (Minas Gerais), sendo libertado depois de cinco dias. No dia 1º de abril de 1971, saiu do Brasil para refugiar-se no Chile, onde ficou até pouco tempo após o golpe militar contra Salvador Allende, em 1973, depois disso, refugiou-se na França, onde chegou em novembro de 1973. Em dezembro de 1975, retornou para o Brasil, na clandestinidade, mas depois retornou para a França. Em 1982, retornou ao Brasil e, em 1989, foi morar em Lisboa (Portugal) e pouco tempo depois, voltou a residir na França;
52. Paulo Ayres Mattos nasceu em 1940, filho de um ex-militante do Partido Comunista Brasileiro (PCB) e ex-preso político, que se converteu ao metodismo. No início da década de 1960, começou a fazer parte do Conselho de Redação da revista Cruz de Malta, publicação da Mocidade Metodista. Em 1962, ingressou no Seminário Teológico Metodista em São Bernardo do Campo (São Paulo). Em 1965, foi escolhido como Coordenador Nacional da Mocidade Metodista e, por isso, recebeu uma bolsa do Conselho Mundial de Igrejas para fazer um curso em Chicago (Estados Unidos), mas quando retornou, em 1967, não assumiu o cargo, pois foi designado como pastor no bairro de Taquara (Rio de Janeiro). Depois disso houve um agravamento do conflito entre os setores progressistas e conservadores da Igreja Metodista, que resultou, em 1968, no fechamento da Faculdade Metodista de Teologia em São Bernardo do Campo. Nesse contexto, no final de 1968, foi transferido para Cabo Frio, uma cidade no litoral norte do Estado do Rio de Janeiro. Em 1969, começou a colaborar com o Centro Evangélico de Informação, que era formado por remanescentes do Setor de Responsabilidade Social da Confederação Evangélica do Brasil, como: Jether Ramalho, Waldo César, Carlos Alberto Correa da Cunha e Domício de Mattos. Em 1972, foi demitido do Colégio Bennet e de uma escola onde dava aulas de inglês em Cabo Frio devido a ordens oriundas de agentes da Ditadura Militar. No final de 1973, deu apoio a refugiados da ditadura instalada pelo golpe militar no Chile, que ficaram temporariamente no Brasil. Esse apoio ocorreu, principalmente, por meio do acesso dos refugiados às instalações do Colégio Bennett para atividades sociais. Em fevereiro de 1974, foi transferido para Niterói (Rio de Janeiro) e, desse modo, pode assumir a secretária executiva do Centro Ecumênico de Documentação e Informação. Em 1977, torna-se bispo da Igreja Metodista no Brasil no Rio de Janeiro. Posteriormente, foi enviado para o Recife para assumir a Região Metodista do Nordeste. No Recife estabeleceu uma boa relação com Dom Helder Câmara, então o Arcebispo da Igreja Católica naquela cidade[57].
53. Entre 1975 e 1976, Lori Altmann e Roberto E. Zwetsch, um casal de jovens teólogos da Igreja Evangélica de Confissão Luterana no Brasil (IECLB), ajudaram a organizar dois seminários de estudo na Terra Indígena Guarita do Povo Kaingang, no noroeste do Rio Grande do Sul, do qual participaram estudantes de teologia luteranos, católicos (que estudavam em uma instituição dirigida por jesuítas), estudantes da Universidade do Vale do Rio dos Sinos (Unisinos), professores e alguns indigenistas. Estes seminários nos ajudaram a formar consciência da luta indígena pela terra, por liberdade de organização e contra a tutela exercida pela Fundação Nacional do Índio (Funai), que servia à política indigenista integracionista da ditadura militar. Na época, estava em curso uma reviravolta na maneira de trabalhar com os povos indígenas. Da catequese tradicional, se partiu para uma prática de pastoral encarnada e inserida na realidade indígena (inculturação da fé), escutando os clamores indígenas e fortalecendo seu protagonismo. Em 1972, fora fundado o Conselho Indigenista Missionário (CIMI), vinculado à Conferência Nacional dos Bispos do Brasil (CNBB). Em julho de 1976, Lori Altmann participou de um curso de introdução ao indigenismo, promovido pelo CIMI em parceria com a Universidade Católica de Goiás (UFG), realizado em Goiânia, no qual teve contato com Irmãzinhas de Jesus da Congregação de Charles de Foucault. que tinha o trabalho elogiado por antropólogos/as devido a sua proposta de convivência e de respeito à cultura e religião própria dos povos indígenas. Em 1977, um grupo de estudantes luteranos, da Faculdade de Teologia de São Leopoldo, propôs à direção da escola realizar estágios para conhecer novas formas de atuação eclesiática. Lori foi fazer estágio convivendo com o povo indígena Tapirapé, no Estado do Mato Grosso, juntamente com as Irmãzinhas de Jesus, e, posteriormente convivendo com o povo indígena Kaingang, na Área Indígena Guarita (Rio Grande do Sul), juntamente com missionários da IECLB. Em 1978, o casal foi enviado para um trabalho missionário com o povo indígena Suruí-Paíter em Cacoal (Rondônia). O casal chegou à cidade de Cacoal em agosto e se instalou na vila de Riozinho, 10 km distante da Cacoal e a cerca de 15 km e 19 Km das aldeias onde eles desenvolveriam o trabalho missionário. Em 1979, os missionários foram impedidos de levar lideranças da comunidade indígena parea participar de uma reunião do CIMI em Lábrea (Amazonas). O fato foi denunciado e a denúncia foi publicada na imprensa. Em represália, a partir de outubro de 1979, os missionários foram impedidos de dar continuidade ao trabalho que desenvolviam[55].

Levantamento feito pelo Centro Ecumênico de Documentação e Informação (CEDI), chegou aos seguintes números de prisões políticas de cristãos engajados no trabalho pastoral:
| Ano   | Total de detenções |
| 1968  | 57                 |
| 1969  | 25                 |
| 1970  | 49                 |
| 1971  | 11                 |
| 1972  | 6                  |
| 1973  | 11                 |
| 1974  | 16                 |
| 1975  | 3                  |
| 1976  | 85                 |
| 1977  | 6                  |
| 1978  | 4                  |
| Total | 273                |

.